# Drogomyśl
Drogomyśl (prononciation : [drɔˈɡɔmɨɕl]) est un village de la gmina Strumień, dans la voïvodie de Silésie, dans le sud de la Pologne.